# Società Italiana di Musica Moderna
La Società Italiana di Musica Moderna era un'organizzazione fondata nel 1917 dal compositore, pianista e direttore d'orchestra Alfredo Casella. Venne in seguito abbandonata e sostituita dal musicista con  la Corporazione delle Nuove Musiche.

## Storia
La Società Italiana di Musica Moderna fu fondata da Casella a Roma nel 1917; al suo fianco nell'iniziativa insigni musicisti come Ottorino Respighi, Ildebrando Pizzetti, Gian Francesco Malipiero, Carlo Perinello, Vittorio Gui, Vincenzo Tommasini. L'obiettivo della   Società nazionale di musica (poi denominata Società italiana di musica moderna), era principalmente quello di far conoscere e diffondere i lavori di giovani compositori, preservare il patrimonio artistico del passato e curare i rapporti musicali con l'estero. Casella fondò anche la rivista musicale «Ars nova», che vide la partecipazione non soltanto di personalità legata alla musica, ma anche di illustri pittori e scrittori italiani e stranieri.